# Nianell
Sonia Aletta Nel, Nianell (Omaruru, 25 de septiembre de 1971) es una música (cantante, guitarrista, pianista) namibia afincada en Sudáfrica.

## Biografía
Creció en Windhoek, y se graduó en música ligera en el Pretoria Technikon, y estudió música clásica en el Trinity College de Londres y la Universidad de Sudáfrica.
Su canción, “I Hold the Sun and the Moon in My Hands”, fue nominada a la Canción del año 2010 en los LA Music Awards. 
Es hermana de la también cantante Riana Nel y madre de trillizas.

## Discografía
- 2002: Who Painted the Moon?
- 2004: Angel Tongue
- 2006: Life’s Gift
- 2007: As One (DVD)
- 2008: I Know I’m Lucky
- 2010: Sand & Water
- 2011: ’N dusend drome (con Romanz)
- 2012: My Heart
- 2014: Just Be
- 2017: My Beautiful Escape
- 2018: Afrikaanse Samestelling
- 2018: My Love Songs